# 알비세 1세 모체니고

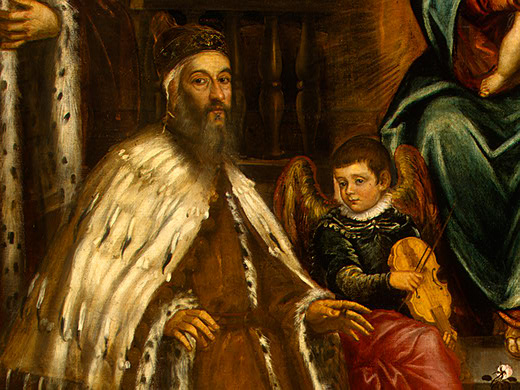
틴토레토가 그린 성모자상 앞에 서 있는 모체니고와 그의 가족들.

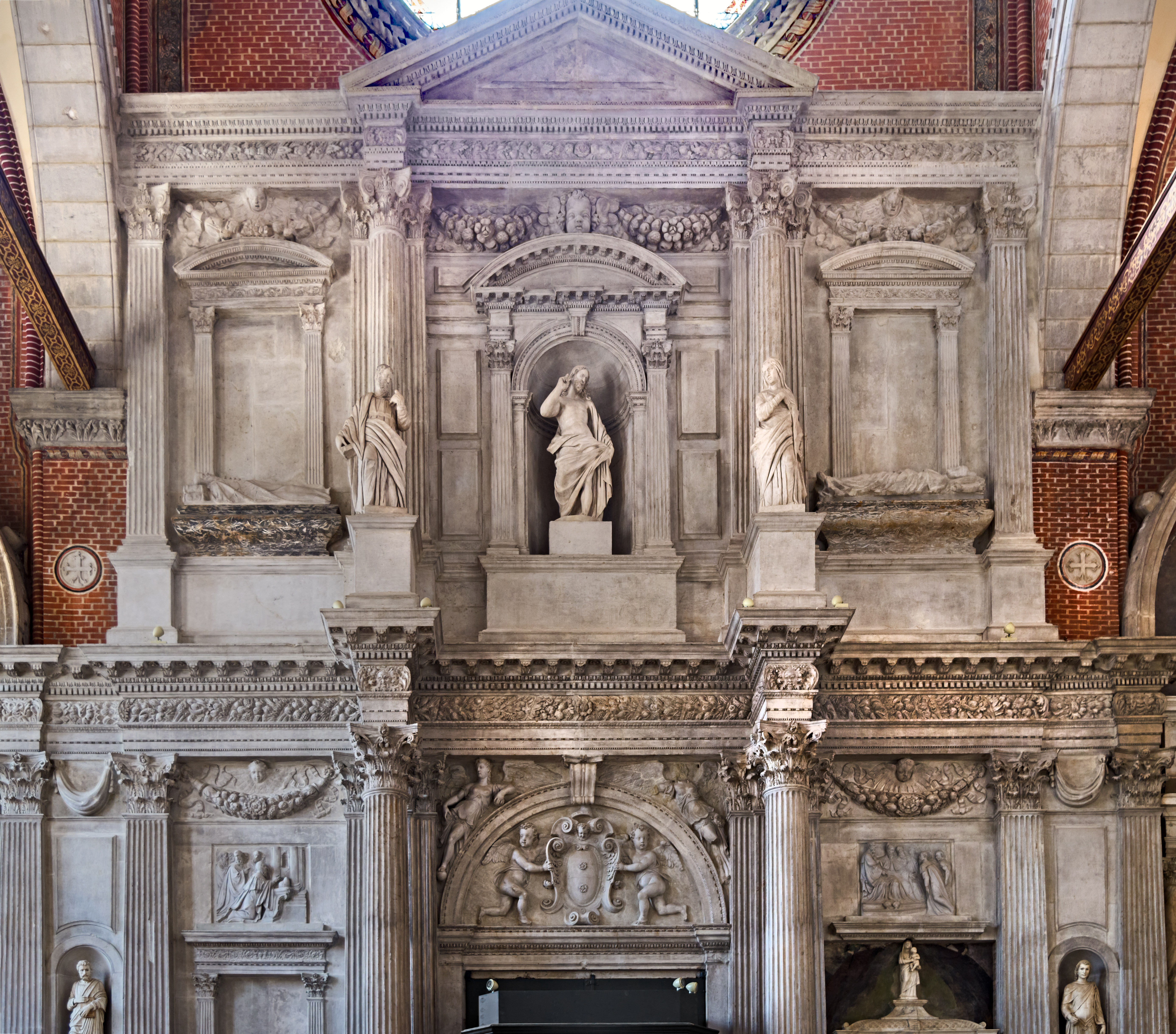
알비세 모체니고의 무덤.

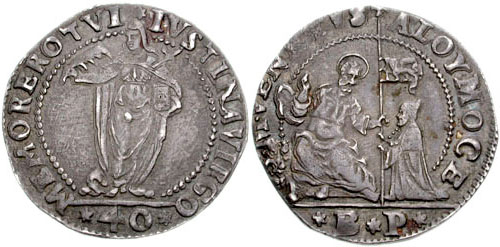
알비세 1세 모체니고의 주스티나(Giustina, 기념 동전의 일종)이며, 40 솔디의 가치를 지녔다.

알비세 1세 모체니고(Alvise I Mocenigo, 1507년 10월 26일 – 1577년 6월 4일)는 1570년부터 1577년까지 재임한 베네치아 공화국의 도제이다.
나이 많은 제독이던 모체니고는 신성 로마 제국의 황제 카를 5세 (1545년), 교황 바오로 4세 (1557년)의 궁정의 베네치아 공화국의 대사였으며, 1564년에는 다시 황제의 궁정 대사가 되었다. 1567년에 그는 도제 선출 후보가 되었지만, 피에트로 로레단에게 패하고 말았다. 그는 그가 사망한 후, 다시 후보에 나섰으며, 1570년 베네치아 공화국의 도제가 되었다. 그의 도제부인은 학자인 로레다나 마르첼로(1572년 사망)이다.
그가 부임하던 시기, 오스만 제국은 베네치아를 상대로 전쟁 준비를 하고 있었다: 1570년에 분쟁이 발생하여, 베네치아는 키프로스의 니코시아와 파마구스타 요새를 상실했다. 레판토 해전에서 기독교 연합군의 승리에도, 베네치아는 키프로스의 상실을 인정하는 오스만과의 불리한 평화 조약을 체결하였다(1573년 3월 7일).
그의 재임 시기 동안 베네치아에 새롭게 즉위한 프랑스의 군주 앙리 3세가 1574년 7월에 방문하기도 했다. 모체니고는 도제들의 전통적인 매장소인 산티 조반니 에 파올로 성당에 묻혔다.

## 사망
알비세 1세 모체니고는 1577년 11월 27일에 목을 매 자살하였다. 그가 독실한 신자였지만, 많은 사람들이 그가 어린 아이들과 많이 이야기하고 웃고, 그가 성인들과 있을 때는 단 한 마디도 하지 않으며, 그가 우울증을 겪고 있었다고 생각했다.

## 같이 보기
- 모체니고 가